# Carrhenes
Carenes o Carrhenes fou un general part.
Era rei Gotarces II de Pàrtia però entre la noblesa hi havia un grup important partidari de l'altre candidat, Meherdates, fill de Vonones I de Pàrtia, que era ostatge a Roma. Meherdates amb permís de Roma es va presentar a la frontera de Pàrtia a l'Eufrates i fou proclamat rei pels seus partidaris (49) entre ells el rei Abgar V d'Osroene que era en secret fidel a Gotarces. Abgar V va aconsellar al pretendent que en lloc de marxar directament contra Selèucia del Tigris i Ctesifont, passés per Niniveh i la riba esquerra del Tigris, i li va fer cas; Gotarces, posat al corrent per Abgar, va sorprendre a Meherdates o Mitridates prop de Niniveh i les seves forces, dirigides pel general Carenes, foren derrotades; Meherdates fou fet presoner i se li van tallar les orelles, cosa que inhabilitava per a ser rei.